# Cerosora microphylla
Cerosora microphylla là một loài thực vật có mạch trong họ Pteridaceae. Loài này được (Hook.) R.M. Tryon miêu tả khoa học đầu tiên năm 1986.